# Sands of Time (film, 1915)

Sands of Time est un film muet américain réalisé par Colin Campbell et sorti en 1915.

## Fiche technique
- Réalisation : Colin Campbell
- Scénario : Colin Campbell
- Production : William Nicholas Selig
- Date de sortie :  États-Unis : 24 juin 1915

## Distribution
- Harry Lonsdale : Docteur George MacGregor
- Martha Boucher : Enid MacGregor
- Wheeler Oakman : Docteur Gordon Blake
- Helen Wolcott